# FOR YOU〜伝えたい ありがとう〜
『FOR YOU〜伝えたい ありがとう〜』（フォーユー つたえたい ありがとう）は、2013年10月9日から同年12月25日までフジテレビで放送されたミニ番組。全12回。サンリオの一社提供。

## 内容
普段なかなか伝えられない「ありがとう」の気持ちを伝えたいゲストが登場、伝えたい人、エピソードを紹介する。

## 出演者
- 梅津弥英子（ナレーター。フジテレビアナウンサー）
- ハローキティ

## 放送リスト
| 回 | 放送日   | 出演             | 伝えたい相手             | 備考          |
| -- | -------- | ---------------- | ------------------------ | ------------- |
| 1  | 10月9日  | つるの剛士       | 髙橋真梨子               | 23:24より放送 |
| 2  | 10月16日 | 北斗晶           | 二人の息子               |               |
| 3  | 10月23日 | 武田双雲         | 両親                     |               |
| 4  | 10月30日 | 宮下純一         | 川尻登                   |               |
| 5  | 11月6日  | 関根勤           | 小堺一機                 |               |
| 6  | 11月13日 | 石黒彩           | 三人の子供               |               |
| 7  | 11月20日 | 中村アイ         | チアリーディング部の恩師 |               |
| 8  | 11月27日 | 大平貴之         | 町工場の入山             |               |
| 9  | 12月4日  | 塙宣之（ナイツ） | 土屋伸之（ナイツ）       | 23:24より放送 |
| 10 | 12月11日 | 潮田玲子         | 中島慶                   |               |
| 11 | 12月18日 | 東ちづる         | 尾崎ミオ                 | 23:24より放送 |
| 12 | 12月25日 | 尾木直樹         | リヒテルズ直子           | 23:54より放送 |

## スタッフ等
- テーマ曲：SMAP「ハロー」
- 製作著作：フジテレビ
- 制作協力：共同テレビ